# 潘屋
潘屋是香港一棟大宅，位於新界元朗凹頭，博愛醫院之側，於1932年興建。1985年被列為一級歷史建築，並於2010年2月4日獲確認評級。

## 歷史
潘屋是香港20世紀初原籍廣東梅縣的客家商人潘君勉為紀念其父親潘蔭華而興建，故當時命名為「蔭華廬」。潘君勉為旅港嘉應商會始創辦人及香港南洋輸出入商會首名主席，曾捐款支持同盟會進行革命活動及資助興建博愛醫院。當時中共領導人葉劍英乃潘君勉好友，他與周恩來於1938年在港時便曾入住潘屋。此外，作家郭沫若也於1939年入住潘屋。香港日治時期，潘屋曾被日軍徵用作憲兵指揮辦公室，是元朗軍事總部。1983年，時任港督尤德夫人曾進入潘屋參觀，而古物古蹟辦事處於1985年將之評為一級歷史建築。

## 建築特色

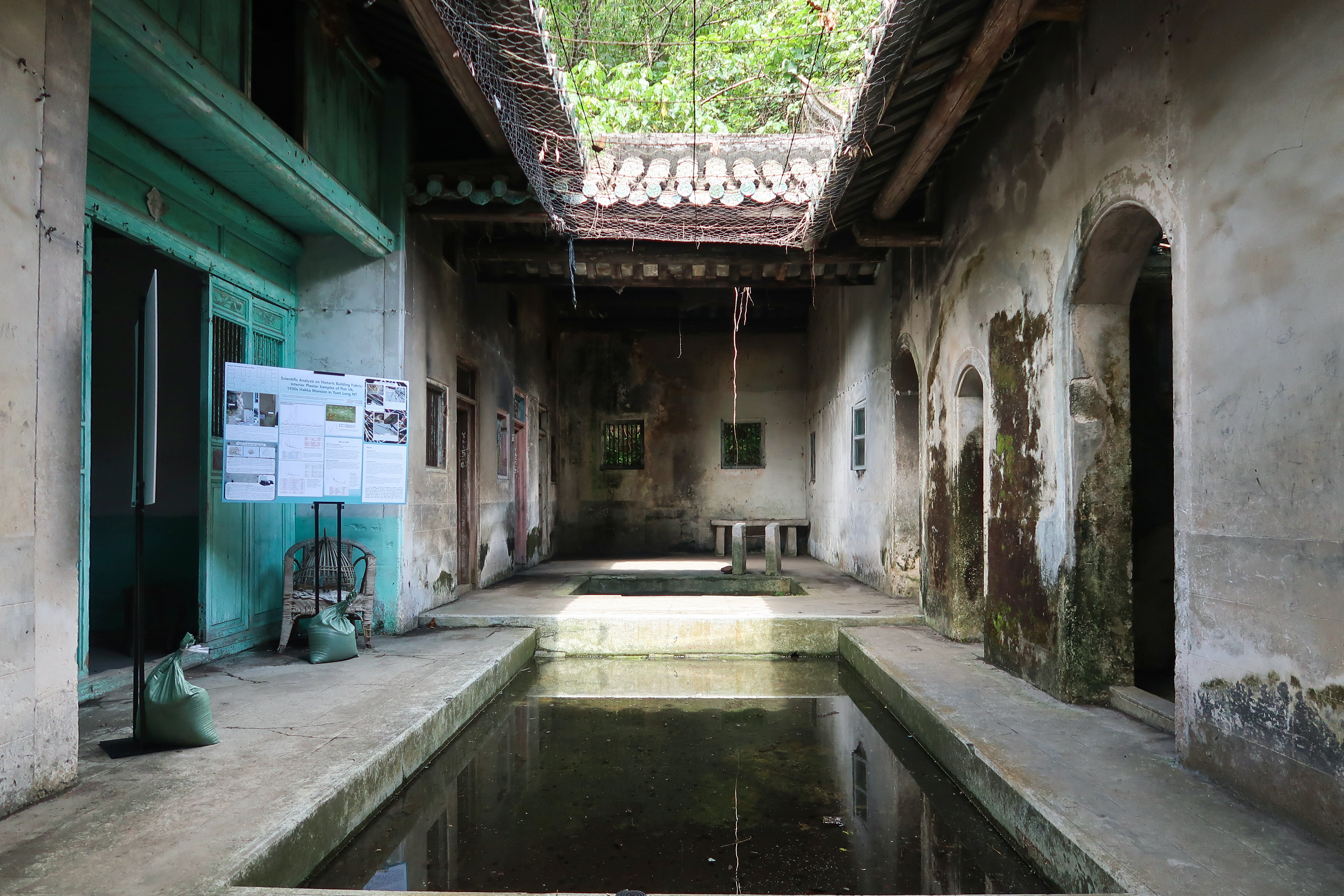
左內院

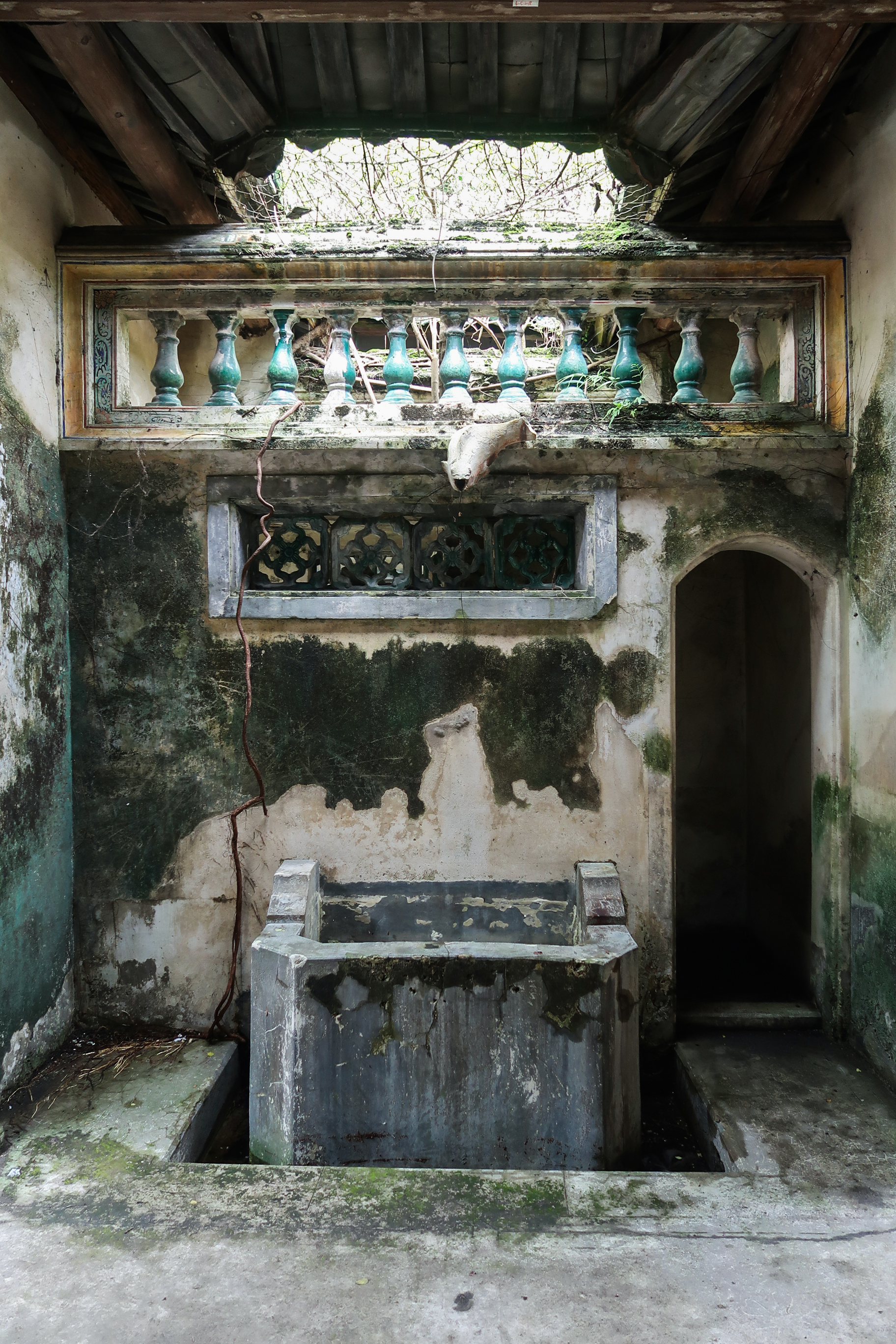
廳堂外的小庭院

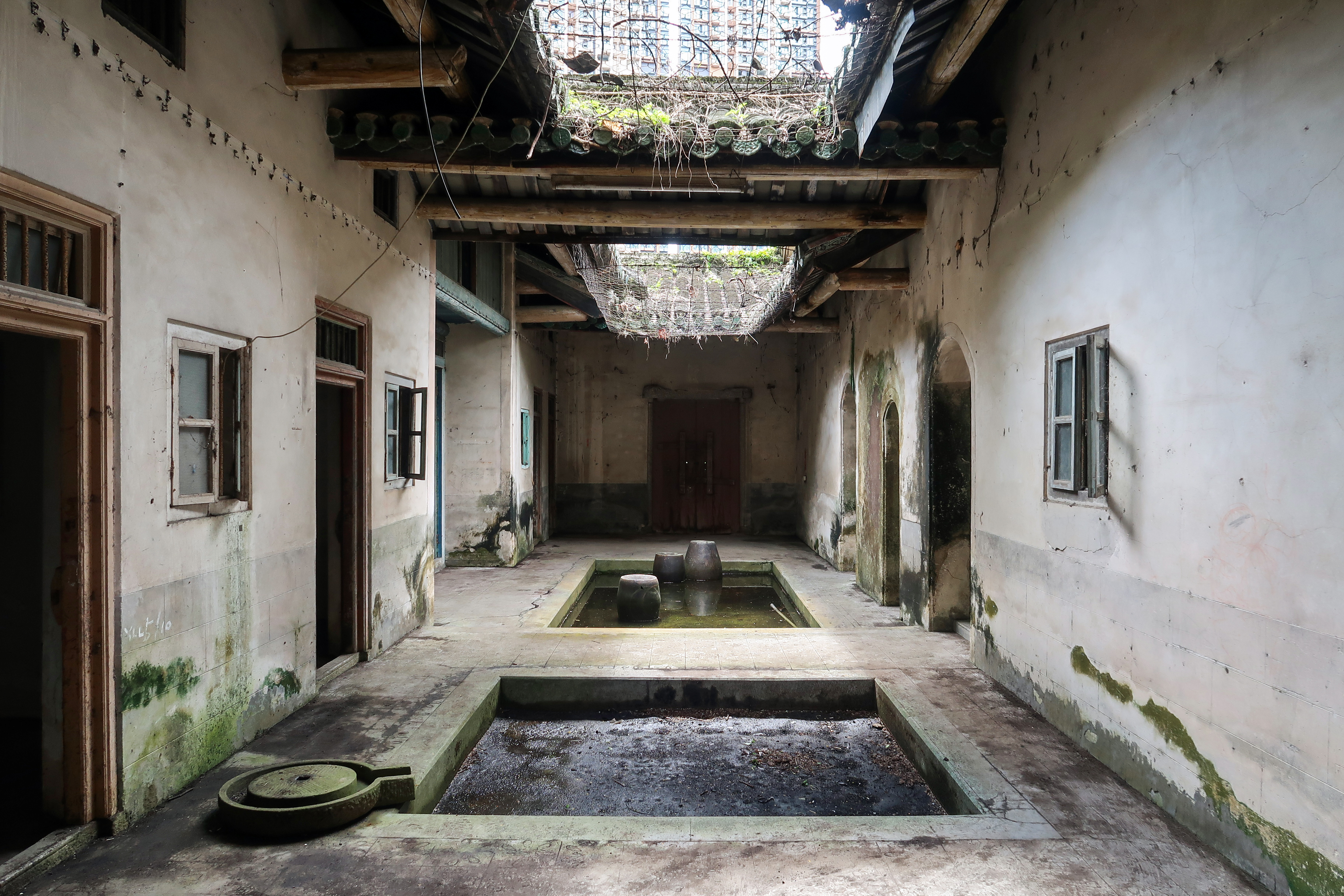
右內院

潘屋以傳統客家設計興建，潘君勉從家鄉梅州禮聘4名工匠來香港，模仿祖居「蔭華廬」的佈局，屬「兩堂兩橫」典型設計，在孫天朗師傅任指導，由潘君勉的二子潘懋賢全權監督，施工材料自廣州、佛山、汕頭等地採購運港，歷時兩年方才興建完工。
潘屋大宅前方有一個曬場，之前挖有半圓形的風水池。潘屋正門上方「蔭華廬」三字匾額，所以又稱「蔭華公祠」，而正門兩側樑架上分別雕有一對貼金木獅子，而牆上又有兩對著色陶獅子，上下左右共有8隻之多，故又名為「獅子屋」(being stolen since 2017?)。屋內正廳正樑書有「百子千孫」、「如意吉祥」字樣，前堂有「富貴壽考」四字匾，其下有桃花貼金屏風，全屋共有16間房、6個廳堂和兩個內院。

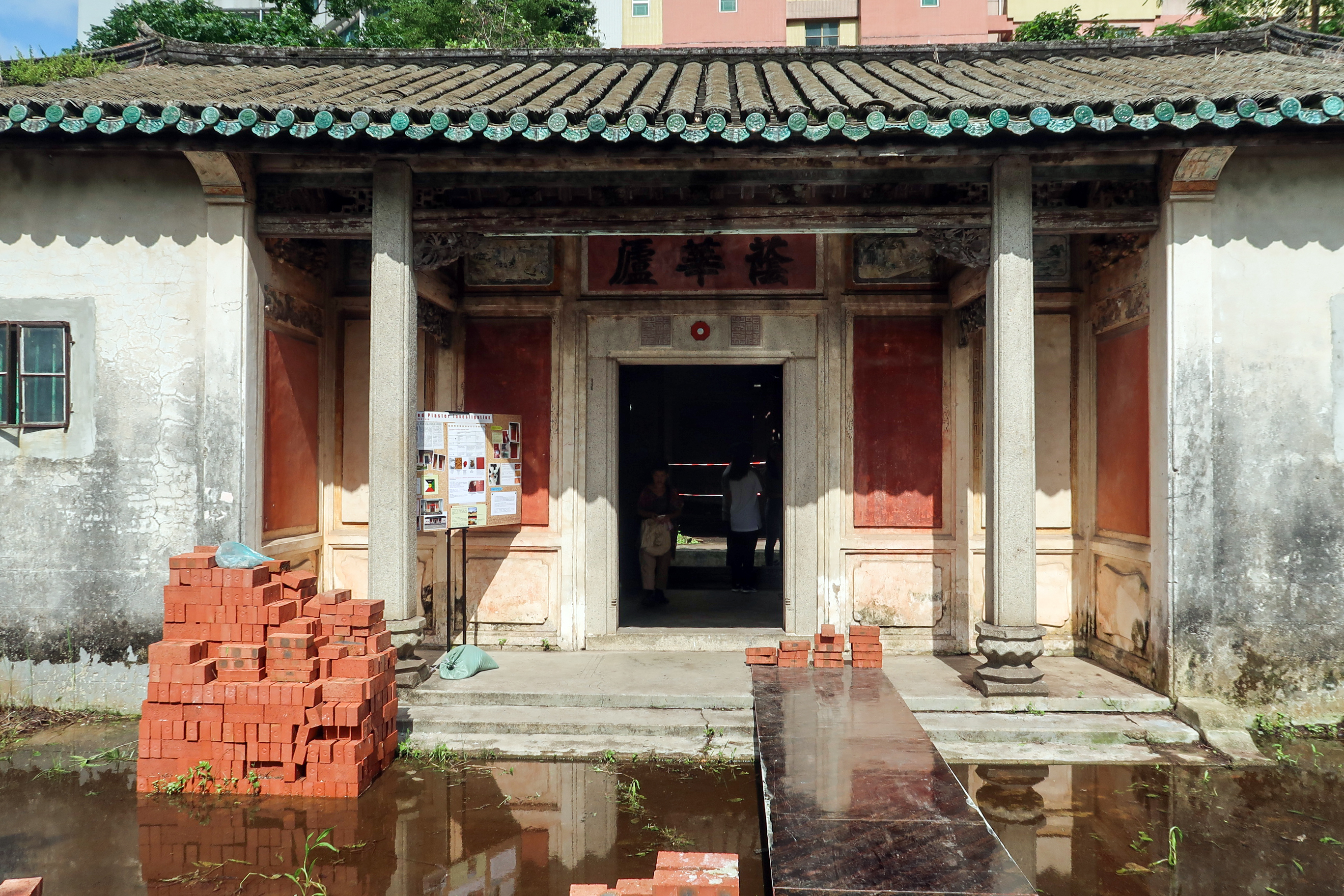
「蔭華廬」匾額
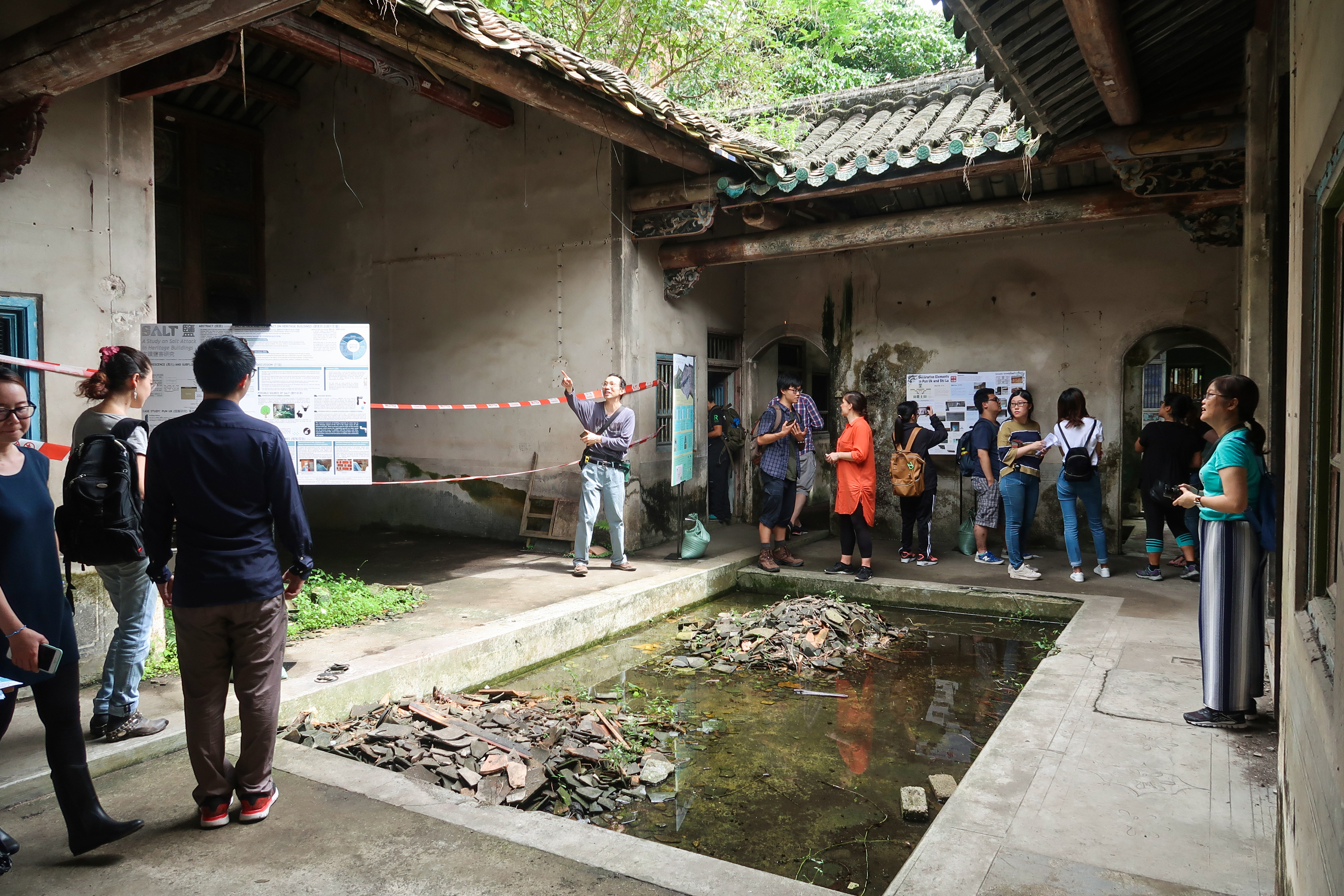
主庭院
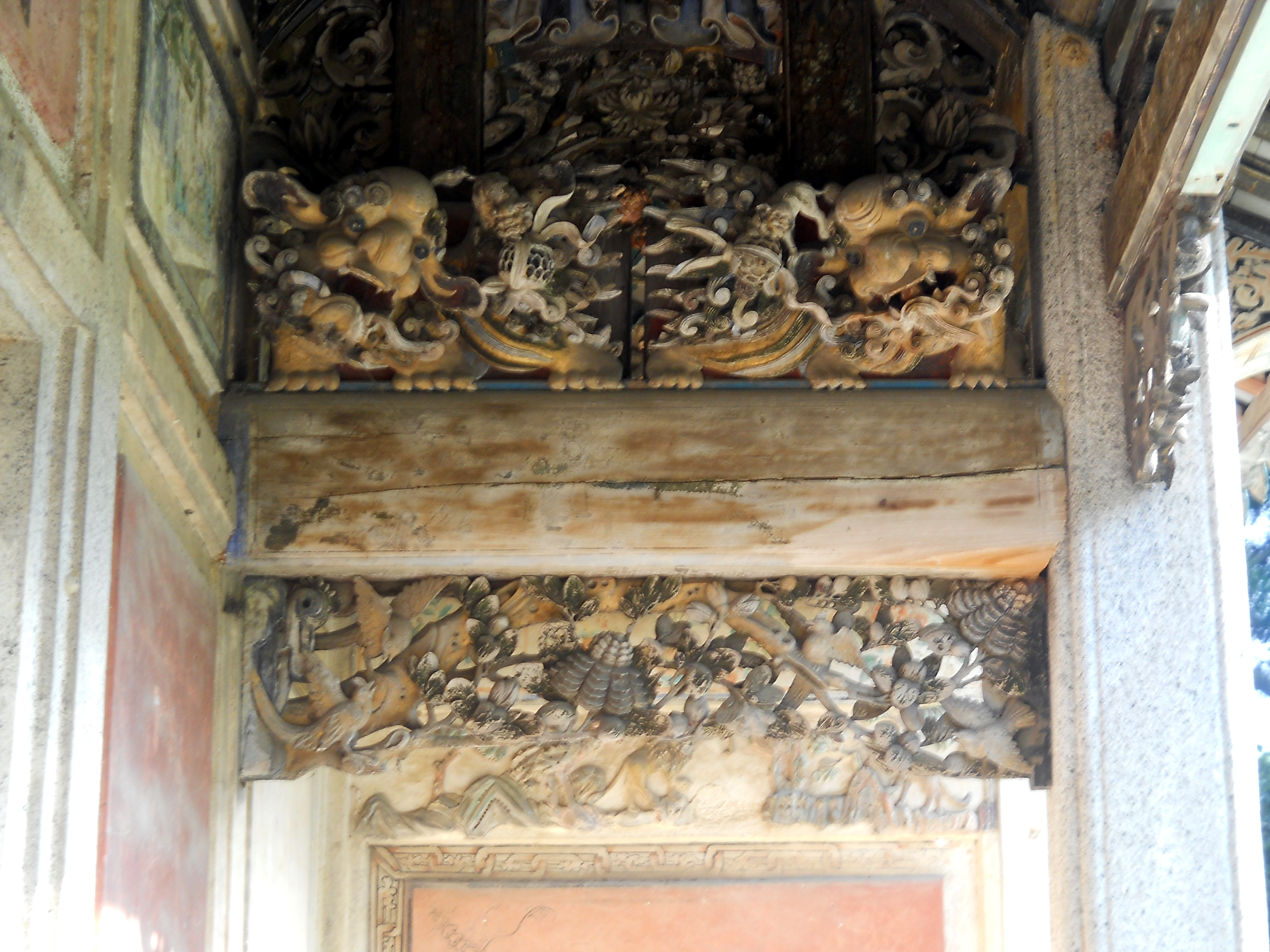
樑架上的貼金木獅子
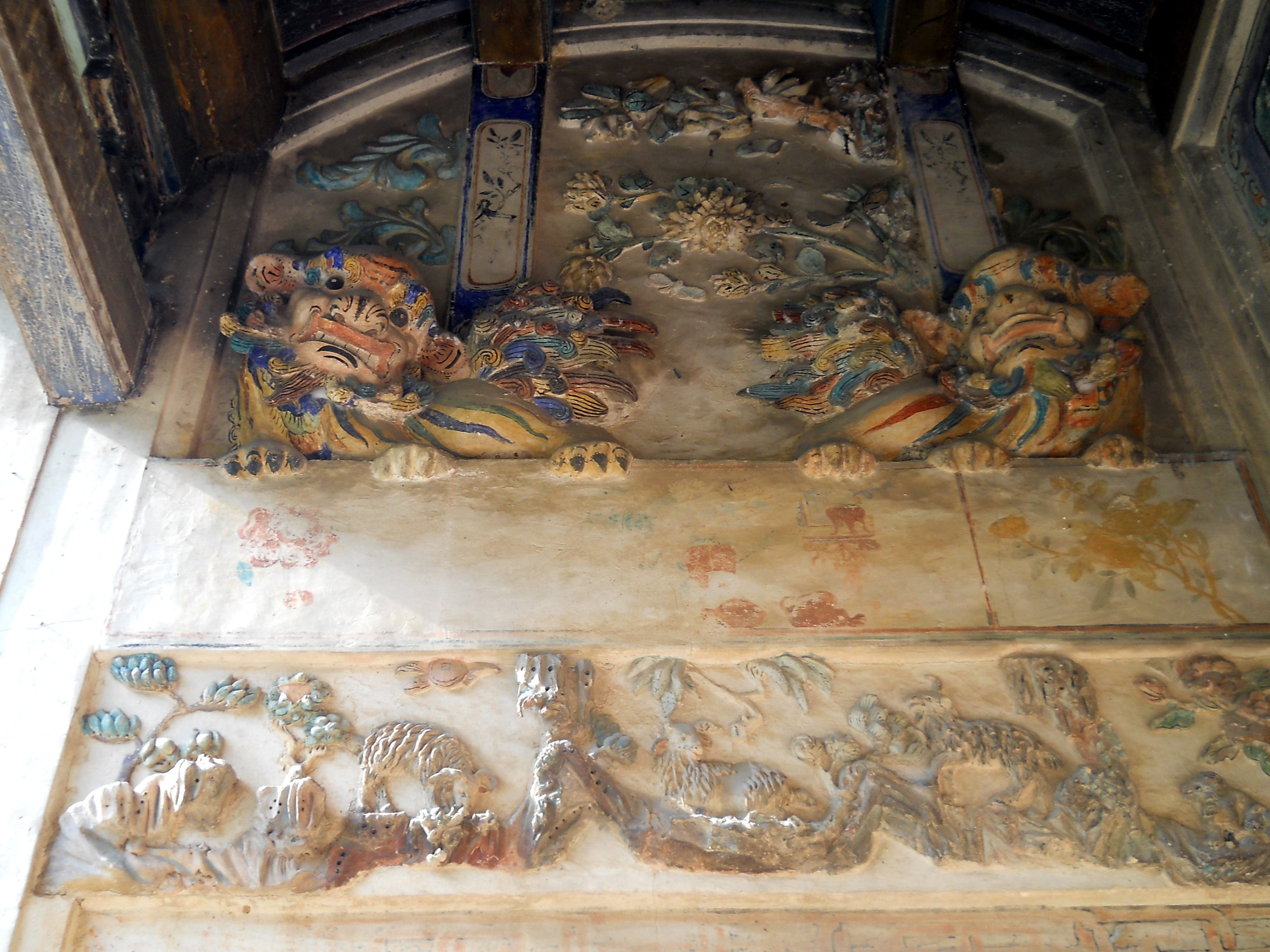
牆上的著色陶獅子
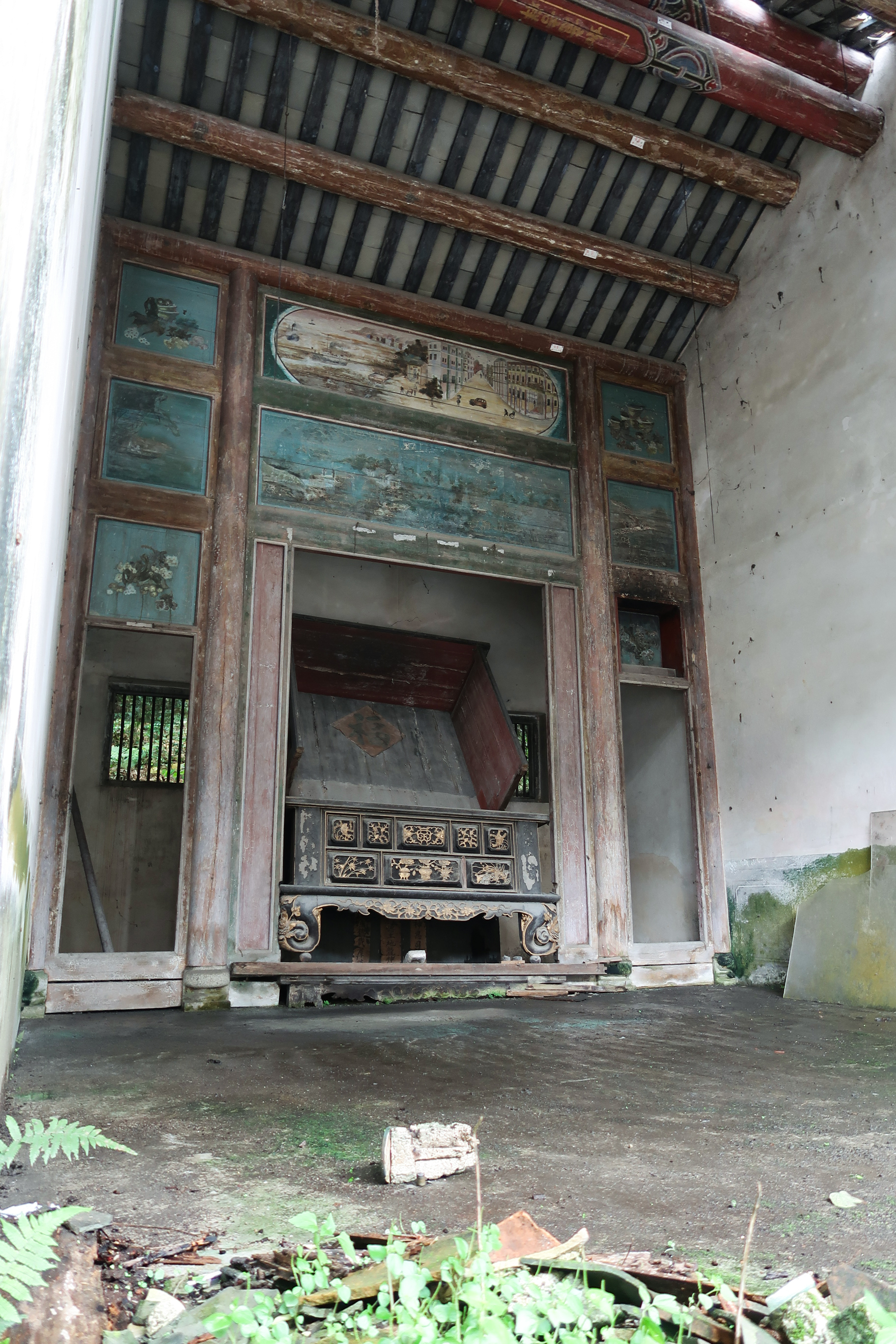
屋內正廳
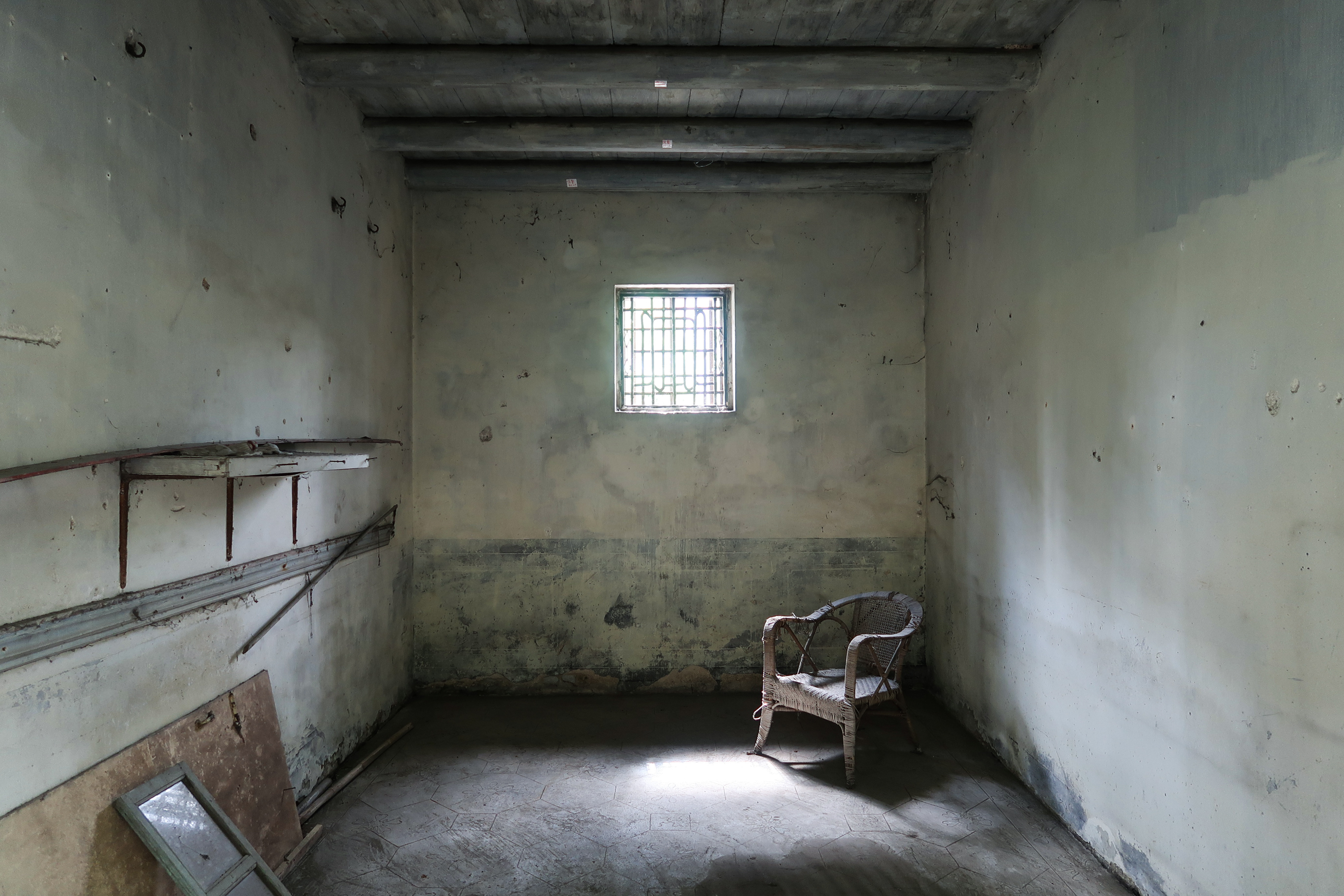
房間內貌
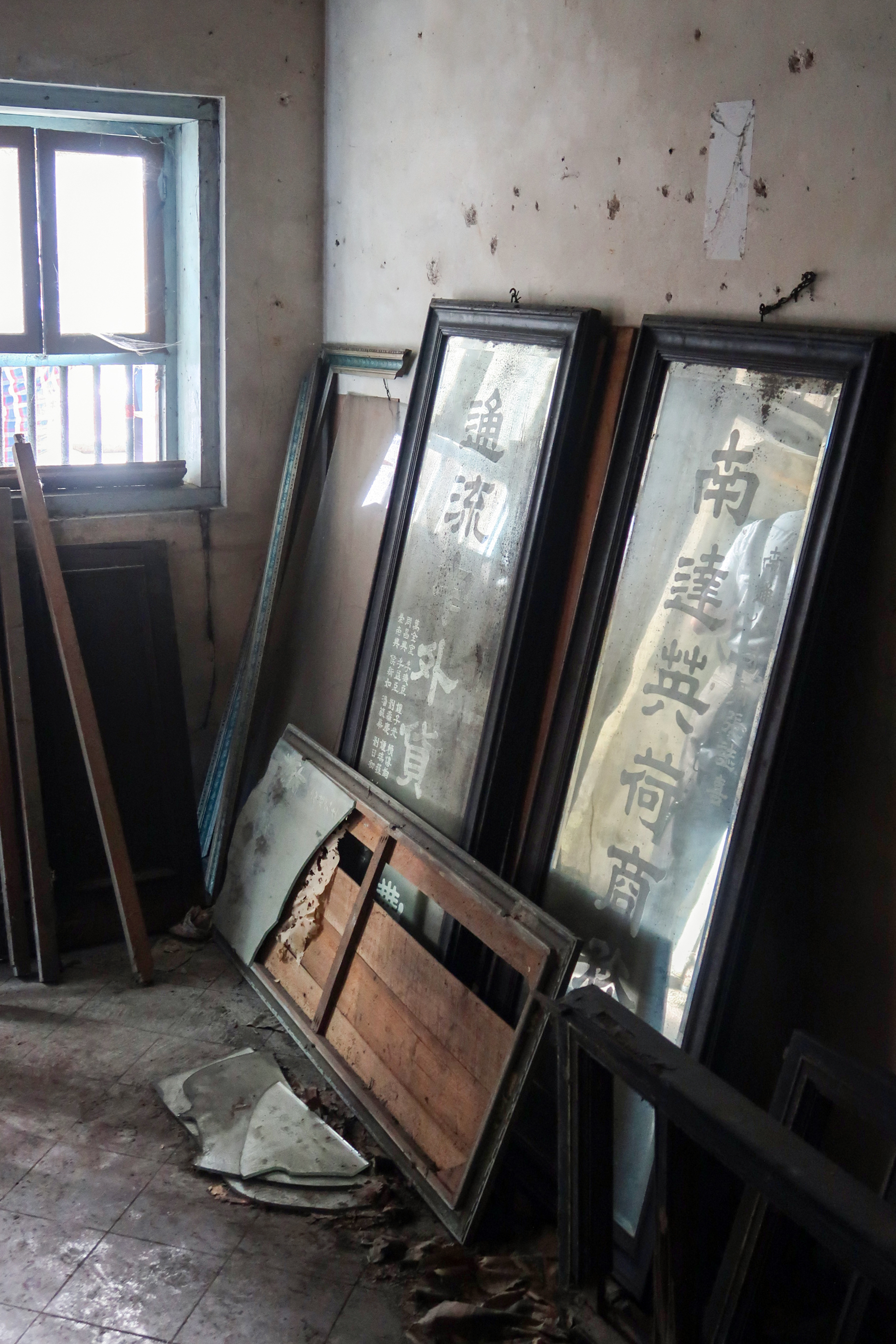
房間擺放了「南達英荷商務」匾額
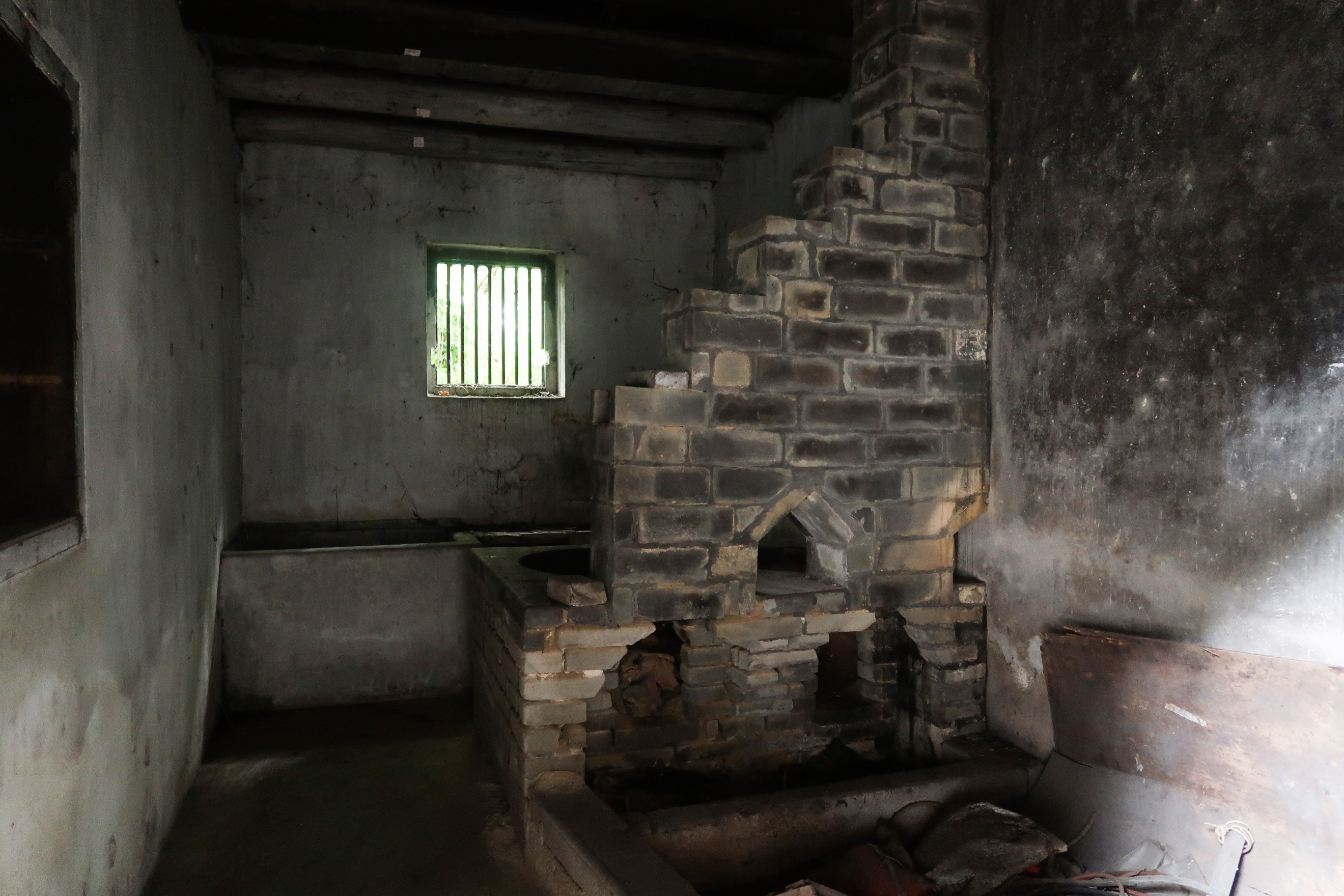
廚房

## 近年發展
1980年代初博愛醫院計劃進行擴建工程，以應付元朗新市鎮的醫療需求。工程曾計劃拆卸潘屋，但最終得以保留。1990年代，中共全國政協常委徐展堂家族購入潘屋及相連土地，曾於1996年計劃發展私人住宅，但最後擱置。到了2010年，徐展堂家族向城市規劃委員會申請於潘屋旁空地興建五層高的私人骨灰龕場，引起附近居民反對。

## 外部連結
- 潘屋 客家獅子屋 （页面存档备份，存于）
- 大公網：潘屋[永久]
- 人民網：葉劍英和同鄉潘君勉在香港合影 （页面存档备份，存于）
- 潘屋村舊豪宅 獅子屋近荒廢-香港文滙報 （页面存档备份，存于）